# Radiohead

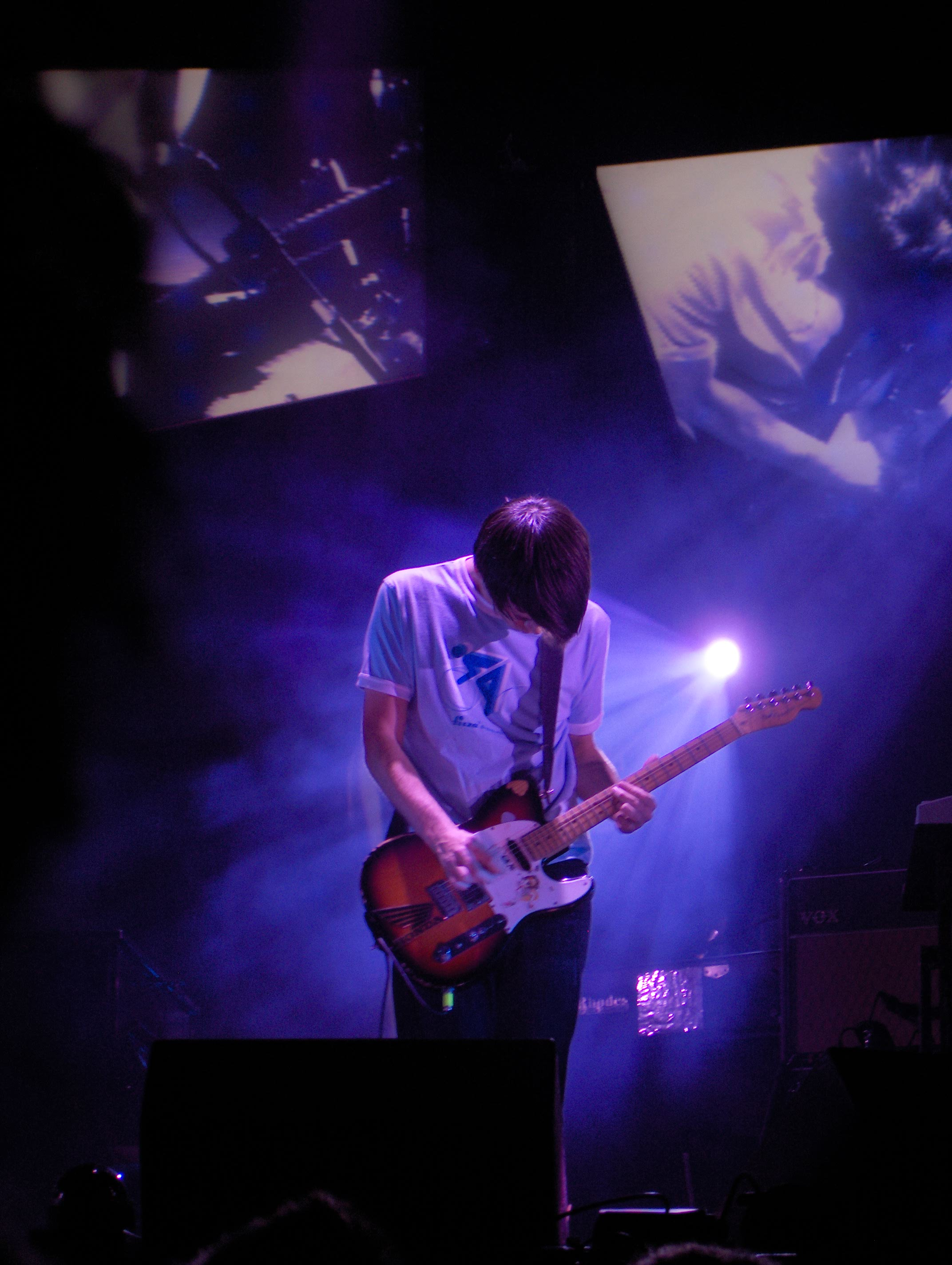
Jonny Greenwood am Rock Oz’Arènes in Avenches – August 2006

Radiohead ist eine britische Rockband, die 1985 in Oxford, England gegründet wurde. Die Band besteht aus Thom Yorke (Gesang, Rhythmusgitarre, Piano), Jonny Greenwood (Lead-Gitarre, Keyboard, Ondes Martenot), Colin Greenwood (E-Bass, Keyboard), Ed O’Brien (Gitarre, Backgroundvocals) und Phil Selway (Schlagzeug, Backgroundvocals). Radioheads experimenteller Ansatz gilt als Wegbereiter für den Sound des Alternative Rocks.
Bis 2019 hat die Band fast 40 Millionen Tonträger weltweit verkauft. Ihre Auszeichnungen umfassen sechs Grammy Awards, vier Ivor Novello Awards und fünf Mercury Prize Nominierungen. Radiohead wurde 2019 in die Rock and Roll Hall of Fame aufgenommen.

## Geschichte

### Gründung der Band (1985 bis 1991)
Die Band wurde 1985 an der Abingdon School in Abingdon bei Oxford unter dem Namen On a Friday gegründet, da man dort immer freitags probte. Anfang 1986 folgte der erste Auftritt in der Jericho Tavern in Oxford. 1987 verließen Yorke, O’Brien, Selway, und Colin Greenwood die Schule, um zu studieren, trotzdem traf sich die Band regelmäßig an Wochenenden und in den Ferien. Erst ab 1991 wurde die Band zunehmend professioneller und unterschrieb in jenem Jahr einen Vertrag mit EMI für sechs Alben. Auf Anregung der Plattenfirma nannte sich die Band, nach dem Song „Radio Head“ auf dem Album True Stories der Talking Heads, in Radiohead um.

### Pablo Honeyund frühe Erfolge (1992 bis 1994)
Die erste kommerzielle Veröffentlichung von Radiohead war die EP Drill im Mai 1992. Zum Zeitpunkt der Aufnahme hieß die Band noch On a Friday, die Umbenennung erfolgte jedoch kurze Zeit später, so dass bereits Radiohead auf dem Cover stand. Mit der Single Creep (erschien erstmals im September 1992), die sich über einen längeren Zeitraum in den Charts vieler Länder hielt, hatte die Band ihren ersten großen Erfolg. Dennoch hatte die Band lange Zeit ein sehr gespaltenes Verhältnis zu dem Lied, das sie bekannt machte, und erst in jüngster Zeit wird Creep häufiger auch bei Konzerten gespielt. 1993 erschien mit Pablo Honey das Debütalbum, das Platz 22 der britischen Charts erreichte und von der Kritik verhalten aufgenommen wurde. Die folgenden Singles Anyone Can Play Guitar und Stop Whispering sowie später Pop Is Dead verkauften sich jedoch schlecht, ebenso wie die 1994 erschienene EP My Iron Lung.

### The Bends(1994–1995)
Erst mit dem zweiten Album The Bends, bei dem neben Musikproduzent John Leckie Nigel Godrich erstmals in der Funktion als Co-Produzent mit dabei war, der mit der Zeit zum „sechsten Bandmitglied“ wurde, schaffte die Band 1995 wieder den Sprung in höhere Chartränge. Auch von Kritikern wurde das Album überwiegend sehr gut bewertet. The Bends enthielt überwiegend melodische Rocksongs, hob sich aber stilistisch und soundtechnisch deutlich vom damals dominierenden Britpop ab.

### OK ComputerundAgainst DemonsWelttournee (1995–1998)
Nach zwei Jahren, in denen die Band fast ausschließlich auf Tour war und dabei neues Songmaterial wie etwa Airbag, Paranoid Android und Subterranean Homesick Alien testete, veröffentlichte sie 1997 das Album OK Computer. Zunächst wurde es überwiegend verhalten aufgenommen und galt nicht wenigen Kritikern in einer Zeit, in der Oasis vielen als die wichtigste britische Rockband galt, als überkomplex, überladen und prätentiös. Doch nach einer Weile entwickelte sich OK Computer bei Kritikern und Publikum zu einem großen Erfolg, fand in Umfragen von Musikmagazinen noch weit größere Zustimmung als The Bends und wurde von Presse und Fans als eines der besten Alben der 1990er gewürdigt; inzwischen gilt es vielfach als eines der besten Rockalben überhaupt. Mit OK Computer, das 1998 einen Grammy gewann, ging die Band endgültig neue, für den bis dahin dominierenden klassischen Britpop ungewöhnliche Wege, indem sie beispielsweise mit Raumklang, Rauschen und computergenerierten Stimmen experimentierte. OK Computer machte Radiohead zugleich auch in den USA bekannt.

### Kid AundAmnesiac(1998–2001)
Nach einer Welttournee folgte in der zweiten Hälfte des Jahres 1998 eine Pause, in der die Band nur selten auftrat und die Öffentlichkeit mied. Diese Zurückhaltung setzte sich zunächst auch über die Veröffentlichung des vierten Albums Kid A im Jahr 2000 hinaus fort. Das Album wurde kaum beworben, die Band gab nur sehr wenige Interviews, Musikvideos wurden ausschließlich im Internet veröffentlicht. Außerdem wurden aus Kid A keine Singles ausgekoppelt. Trotzdem erreichte das Album, auf dem die Band ihre Experimente mit verschiedenen Stilrichtungen und unkonventionellen Sounds und Songstrukturen erheblich ausweitete, Platz 1 der US-Charts, möglicherweise auch deshalb, weil das Album vor der Veröffentlichung auf der seinerzeit weltweit populären Musiktauschbörse Napster erhältlich war. Auch Kid A erhielt, wie schon die beiden Vorgängeralben, überwiegend sehr gute Kritiken.
Das fünfte Album Amnesiac wurde in der Mitte des folgenden Jahres veröffentlicht und bestand aus weiterem Material derselben Aufnahmesessions wie Kid A. Beide Alben ähneln sich stilistisch. Anders als aus Kid A wurden aus Amnesiac allerdings Singles ausgekoppelt, unter denen der Pyramid Song die bekannteste ist; das Lied ist zwar rhythmisch ungewöhnlich, orientiert sich aber ansonsten stärker als die meisten anderen Titel auf den beiden Alben an klassischen Songstrukturen.

### Hail to the Thief(2002 bis 2006)
Nach einer weiteren großen Tour veröffentlichte die Band 2003 ihr sechstes Album Hail to the Thief, das sich weniger auf elektronische Experimente stützt als seine beiden Vorgänger, sich aber dennoch deutlich vom gitarrengetriebenen Rock der Anfangszeit unterschied. Der Titel des Albums sorgte für Aufsehen, da er in den USA als Anspielung auf den umstrittenen Ausgang der amerikanischen Präsidentschaftswahlen 2000 interpretiert wurde. Hail to the Thief war zur Verärgerung der Band schon einige Monate vor der offiziellen Veröffentlichung in einer roh gemixten Fassung im Internet erhältlich. Radiohead zeigte sich in Interviews jedoch verstimmt darüber, dass EMI die CD-Ausgabe des Albums gegen den Willen der Band mit einem Kopierschutz ausgestattet hatte.
Mit der Veröffentlichung von Hail to the Thief war Radioheads Vertrag mit EMI ausgelaufen. Die fünf Musiker zeigten wenig Interesse, diesen zu verlängern, trafen aber auch keine Vereinbarung mit einer anderen Plattenfirma.
Als erstes Bandmitglied veröffentlichte Jonny Greenwood 2003 mit Bodysong ein Soloalbum als Soundtrack zur gleichnamigen Dokumentation von Simon Pummel. 2006 veröffentlichte Thom Yorke mit dem Album The Eraser ebenfalls eine Soloplatte mit elektronisch untermalten Popsongs.

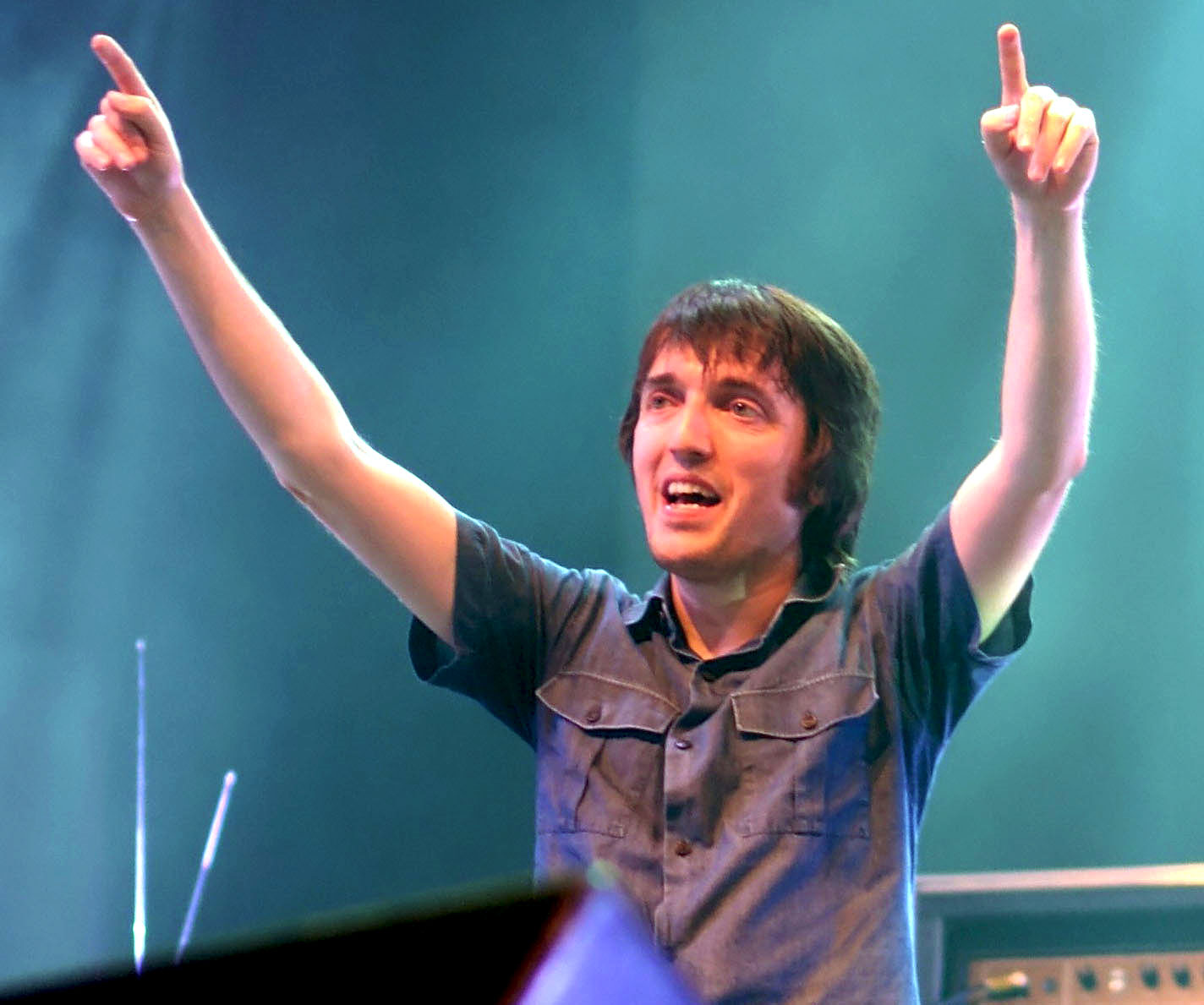
Colin Greenwood beim Bonnaroo Music Festival – Juni 2006

### In Rainbows(2006 bis 2009)
Nach einer Welttournee 2006 arbeitete Radiohead an der Fertigstellung ihres neuen Albums In Rainbows. Da Radiohead keinen neuen Plattenvertrag abgeschlossen hatte, war das am 10. Oktober 2007 erschienene Album bis Dezember 2007 als Download oder Discbox nur im Selbstvertrieb über die Website der Band erhältlich. Dabei bestimmte der Kunde den Preis für den Download selbst. Inzwischen ist das Album auch über iTunes und als CD erhältlich.
Am 5. August 2009 veröffentlichte Radiohead zu Ehren des ältesten Kriegsveteranen der British Army des Ersten Weltkrieges, des am 25. Juli 2009 verstorbenen Harry Patch, den Song Harry Patch (In Memory Of) auf der eigenen Webseite. Wenige Wochen später verschenkte die Band ihren neuen Song These Are My Twisted Words als Download, ebenfalls auf ihrer Internetseite.
2010 veröffentlichten Fans der Band einen Live-Mitschnitt eines Konzertes in Prag: Am 23. August 2009 filmten 50 Besucher von unterschiedlichen Standpunkten ein gesamtes Konzert und veröffentlichten die Aufnahmen als kostenlosen Download. Die Tonspur dafür wurde direkt von der Band zur Verfügung gestellt.
Peter Gabriel coverte auf dem 2010 erschienenen Studioalbum mit dem Namen Scratch My Back das Lied Street Spirit von Radiohead in einer orchestralen Fassung. Diese lehnten es jedoch ab, an dem später im Jahr 2013 erschienenen Kompilation des Folgeprojektes And I’ll Scratch Yours teilzunehmen und wurden durch einen anderen Künstler ersetzt.

### The King of Limbs(2010 bis 2011)
In einem Interview sagte Ed O’Brien, dass die Band Ende 2010 ein neues Album veröffentlichen würde. Damit widersprach er Sänger Thom Yorke, der zuvor erklärt hatte, die Band werde nur noch EPs und Singles veröffentlichen. Am 14. Februar 2011 kündigte Radiohead schließlich ihr achtes Studioalbum The King of Limbs an, welches am 18. Februar digital und am 25. März in physischer Form veröffentlicht wurde. Ende 2011 veröffentlichte man zudem mehrere Songs, die nicht rechtzeitig zum Erscheinen des Albums fertig geworden waren, darunter die Single The Daily Mail.

### Pause und Nebenprojekte (2012 bis 2015)
Nach der King of Limbs Tournee und einer mehrjährigen Pausen arbeiteten die Bandmitglieder an mehreren Nebenprojekten. Im Februar 2013 veröffentlichte Yorke und Godrichs Band, Atoms for Peace, ihr Album Amok. Die beiden machten in diesem Jahr Schlagzeilen wegen ihrer Kritik an dem kostenlosen Musik-Streaming-Dienst Spotify. Yorke warf Spotify vor, dass nur große Labels mit großen Katalogen davon profitierten, und ermutigte Künstler, stattdessen ihre eigenen „direkten Verbindungen“ zum Publikum aufzubauen.

### A Moon Shaped Pool(2015 bis 2016)
2015 erhielt die Gruppe den Auftrag, den Titelsong für den Film James Bond 007: Spectre zu liefern, doch wurde das Ergebnis vom Filmstudio schließlich als „zu düster“ abgelehnt. Am 8. Mai 2016 wurde ihr neuntes Album A Moon Shaped Pool als Download sowie über mehrere Streaming-Dienste veröffentlicht; seit Juni 2016 ist das Album außerdem auf CD und Schallplatte erhältlich. Es wurde von der Kritik überwiegend positiv bis begeistert aufgenommen.

### Remaster und weitere Nebenprojekte (2019 bis 2021)
Am 11. Juni 2019 veröffentlichte Radiohead Demos aus der Zeit von OK Computer, nachdem ein Hacker nach einem Erpressungsversuch die Songs geleakt hatte. Als MiniDiscs [Hacked] erschienen die Aufnahmen für einen begrenzten Zeitraum offiziell im Selbstverlag. Die im Rahmen der Veröffentlichung erzielten Einnahmen kommen der Umweltschutzbewegung Extinction Rebellion zugute, die sich gegen das Massenaussterben und die Klimakrise einsetzt.
Ed O’Brien veröffentlichte im April 2020 sein erstes Soloalbum (Earth). Das Album enthält ein Duett mit Laura Marling.
Im November 2021 veröffentlichte Radiohead Kid A Mnesia, eine Jubiläums-Neuauflage, die Kid A, Amnesiac und bisher unveröffentlichtes Material enthält. Radiohead promotete die Neuveröffentlichung mit Download-Singles und Videos zu den bisher unveröffentlichten Titeln If You Say the Word und Follow Me Around. Kid A Mnesia Exhibition, eine von Epic Games entwickelte und als virtuelle Ausstellung konzipierte interaktive Welt mit Musik und Artwork aus den Alben, erschien kurz nach Veröffentlichung des Albums für PlayStation 5, macOS und Windows.

## Einflüsse
Als Einflüsse gab die Band Bob Dylan, The Beatles, Miles Davis, The Beach Boys, Ennio Morricone, Pink Floyd, Can, Neu!, Queen, Joy Division, Siouxsie and the Banshees, Talking Heads, R.E.M., The Smiths, U2, und Aphex Twin an; Thom Yorke nannte auch Neil Young und Jeff Buckley als einen persönlichen Einfluss, Jonny Greenwood nannte John McGeoch.

## Stil

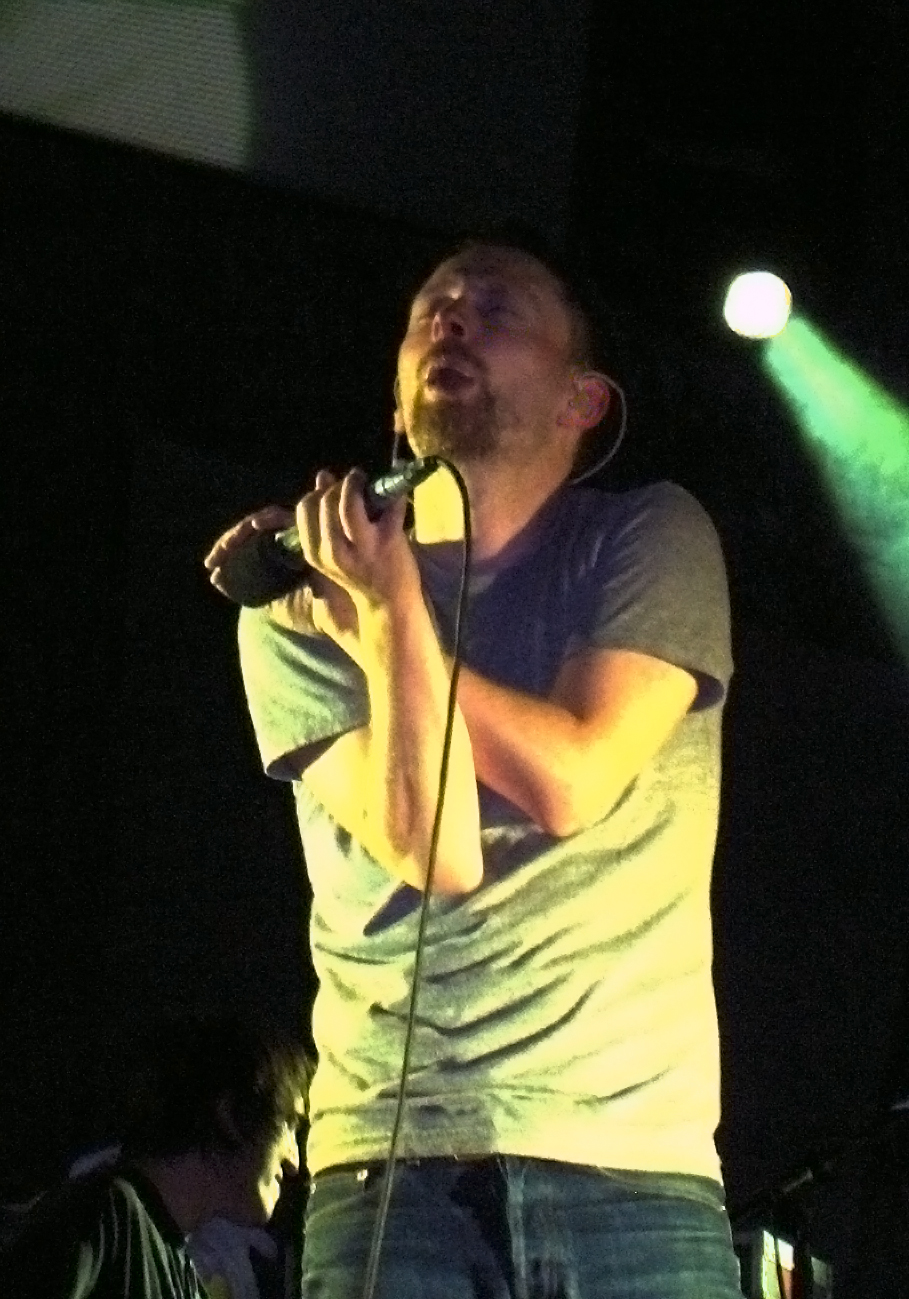
Thom Yorke am Rock Oz’Arènes in Avenches – August 2006

Radiohead haben sich im Laufe der Zeit stilistisch sehr verändert und sind nur schwerlich einem einzelnen Genre zuzuordnen.
Zu Beginn ihrer Karriere wurden sie der Britpop-Welle zugeordnet. Nicht zuletzt wegen des Erfolgs der Single Creep wurden sie damals von einigen auch für ein One-Hit-Wonder gehalten. Ihr zweites Album The Bends wurde von den meisten Kritikern dann als überraschende, konsequente Weiterentwicklung eingeschätzt, das die „stärksten Momente des Vorgängers Pablo Honey auf den Punkt bringt“. Es besitzt zwar immer noch eine für die frühe Radiohead-Phase typische Eingängigkeit, zeigt sich im Vergleich zum Vorgänger jedoch schon deutlich komplexer und epischer.
Diese Tendenz setzte sich auch auf ihrem nächsten Album, OK Computer, fort. Die Band verband den Sound von The Bends mit Einflüssen aus Ambient, Avantgarde und elektronischer Musik. Das Resultat wurde von Kritikern fast ausnahmslos positiv aufgenommen und gilt als eines der einflussreichsten und wichtigsten Alben der 1990er Jahre.
Ausgelaugt von der langen Tour zu OK Computer wartete die Band mit der Veröffentlichung des Nachfolgealbums Kid A bis zum Jahr 2000. Radiohead blieben ihrem Weg der konsequenten Weiterentwicklung ihres Sounds treu. Die Band gab keine Interviews zu Kid A. Außerdem wurden keine Musikvideos veröffentlicht oder Singles ausgekoppelt. Die Gitarre nimmt auf diesem Album eine wesentlich kleinere Rolle ein als auf allen vorherigen Alben, stattdessen dominieren elektronische Klänge und Einflüsse aus Krautrock, Free Jazz und auch moderner klassischer Musik.
Wie schon OK Computer gewann es den Grammy Award für das beste Alternative Musik Album. Bei Kritikern und Fans wurde Kid A sehr unterschiedlich aufgenommen. Einige sehen das Album als „Grenzen überschreitendes […] Gesamtkunstwerk“, einige Fans konnten mit der neuen Ausrichtung der Band allerdings nichts mehr anfangen. Trotz seiner Komplexität war das Album jedoch ein kommerzieller Erfolg.
Das fünfte Studioalbum Amnesiac folgte nur einige Monate nach Kid A und wird oft mit diesem verglichen, da die Stücke der beiden Alben ihren Ursprung in denselben Sessions haben. Auch Amnesiac lässt sich keinesfalls mit einem Genrebegriff allein beschreiben, sondern bedient sich Elementen aus verschiedensten Stilen, insbesondere der Jazz ist hier ausgeprägter als auf jedem anderen Radiohead-Album. Insgesamt führt es jedoch die auf Kid A eingeschlagene Richtung fort.
Mit den beiden Veröffentlichungen Hail to the Thief und In Rainbows kehrte Radiohead dann wieder ein Stück weit zur Gitarrenmusik zurück, was jedoch nicht heißt, dass die elektronischen Anleihen und aufgebrochenen Songstrukturen der Vorgängeralben verschwunden sind. Vielmehr bilden beide Alben eine Schnittmenge aller vorherigen Alben. So schreibt beispielsweise plattentests online zu In Rainbows: „Man könnte gar von Stagnation sprechen, weil Radiohead scheinbar nicht mehr unbedingt vorwärts streben, sondern auch seit- und rückwärts, um sich auf bereits erarbeitete Tugenden zu besinnen.“
Der Rolling Stone listete Radiohead sowohl unter die 100 größten Musiker als auch unter die 100 größten Songwriter aller Zeiten auf Rang 73.

## Artwork
Im Laufe der Zeit hat Thom Yorke (auf den CDs als „Tchocky“, „Dr Tchock“, „The White Chocolate Farm“ usw. erwähnt) zusammen mit Stanley Donwood ein eigenwilliges Artwork entwickelt. Die Zusammenarbeit mit dem ehemaligen Studienkameraden begann mit The Bends. Das Artwork entwickelte sich immer weiter und besitzt seit OK Computer einen sehr hohen Stellenwert für die Band. In Kid A und Amnesiac besteht es hauptsächlich aus düsteren Landschaften.
Für Hail to the Thief entwickelten Yorke und Donwood ein Design, das einem farbenfrohen Stadtplan ähnelt, der mit verschiedenen „medialen“ Begriffen versehen wurde. Diese entnahm Yorke den Nachrichten, da sie in ihm bestimmte Gefühle auslösten und seiner Meinung nach darum auch gezielt von Sendern, Firmen und Politikern eingesetzt wurden. In einem Interview verweist er auf das „Neusprech“ (Newspeak), eine in George Orwells Roman 1984 vorkommende Sprache.

## Diskografie
Studioalben

| Jahr | Titel Musiklabel                                                             | Höchstplatzierung, Gesamtwochen, AuszeichnungChartplatzierungen (Jahr, Titel, Musiklabel, Platzierungen, Wochen, Auszeichnungen, Anmerkungen) | Höchstplatzierung, Gesamtwochen, AuszeichnungChartplatzierungen (Jahr, Titel, Musiklabel, Platzierungen, Wochen, Auszeichnungen, Anmerkungen) | Höchstplatzierung, Gesamtwochen, AuszeichnungChartplatzierungen (Jahr, Titel, Musiklabel, Platzierungen, Wochen, Auszeichnungen, Anmerkungen) | Höchstplatzierung, Gesamtwochen, AuszeichnungChartplatzierungen (Jahr, Titel, Musiklabel, Platzierungen, Wochen, Auszeichnungen, Anmerkungen) | Höchstplatzierung, Gesamtwochen, AuszeichnungChartplatzierungen (Jahr, Titel, Musiklabel, Platzierungen, Wochen, Auszeichnungen, Anmerkungen) | Anmerkungen                                                    |
| Jahr | Titel Musiklabel                                                             | DE | AT | CH | UK | US | Anmerkungen                                                    |
| ---- | ---------------------------------------------------------------------------- | --- | --- | --- | --- | --- | -------------------------------------------------------------- |
| 1993 | Pablo Honey Parlophone (EMI)                                                 | — | — | CH91 (1 Wo.)CH | UK22 ×2Doppelplatin · (114 Wo.)UK | US32 Platin · (26 Wo.)US | Erstveröffentlichung: 22. Februar 1993 Verkäufe: + 2.215.000   |
| 1995 | The Bends Parlophone (EMI)                                                   | DE73 (7 Wo.)DE | AT37 (1 Wo.)AT | — | UK4 ×4Vierfachplatin · (204 Wo.)UK | US88 Platin · (24 Wo.)US | Erstveröffentlichung: 13. März 1995 Verkäufe: + 2.660.000      |
| 1997 | OK Computer auch bekannt als: OK Computer OKNOTOK 1997 2017 Parlophone (EMI) | DE13 (25 Wo.)DE | AT17 (15 Wo.)AT | CH40 Gold · (13 Wo.)CH | UK1 ×5Fünffachplatin + Gold (2017) · (111 Wo.)UK                                                                                              | US21 ×2Doppelplatin · (58 Wo.)US | Erstveröffentlichung: 21. Mai 1997 Verkäufe: + 5.790.000       |
| 2000 | Kid A Parlophone (EMI)                                                       | DE4 (6 Wo.)DE | AT5 (5 Wo.)AT | CH8 (7 Wo.)CH | UK1 Platin · (17 Wo.)UK | US1 Platin · (28 Wo.)US | Erstveröffentlichung: 29. September 2000 Verkäufe: + 2.500.000 |
| 2001 | Amnesiac Parlophone (EMI)                                                    | DE2 (10 Wo.)DE | AT1 (12 Wo.)AT | CH6 (14 Wo.)CH | UK1 Platin · (17 Wo.)UK | US2 Gold · (16 Wo.)US | Erstveröffentlichung: 4. Juni 2001 Verkäufe: + 1.755.000       |
| 2003 | Hail to the Thief Parlophone (EMI)                                           | DE3 (10 Wo.)DE | AT6 (11 Wo.)AT | CH3 Gold · (14 Wo.)CH | UK1 Platin · (17 Wo.)UK | US3 Gold · (20 Wo.)US | Erstveröffentlichung: 9. Juni 2003 Verkäufe: + 1.892.500       |
| 2007 | In Rainbows XL Recordings (WMG)                                              | DE8 (7 Wo.)DE | AT12 (6 Wo.)AT | CH2 (13 Wo.)CH | UK1 Platin · (21 Wo.)UK | US1 Gold · (52 Wo.)US | Erstveröffentlichung: 10. Oktober 2007 Verkäufe: + 1.215.000   |
| 2011 | The King of Limbs XL Recordings (WMG)                                        | DE13 (5 Wo.)DE | AT11 (4 Wo.)AT | CH8 (9 Wo.)CH | UK7 Gold · (9 Wo.)UK | US3 (15 Wo.)US | Erstveröffentlichung: 18. Februar 2011 Verkäufe: + 140.000     |
| 2016 | A Moon Shaped Pool XL Recordings (WMG)                                       | DE3 (11 Wo.)DE | AT4 (12 Wo.)AT | CH1 (21 Wo.)CH | UK1 Gold · (35 Wo.)UK | US3 Gold · (16 Wo.)US | Erstveröffentlichung: 8. Mai 2016 Verkäufe: + 807.500          |

### Musikalische Arbeiten außerhalb der Band
- 1998: Velvet Goldmine – OST-CD – Thom Yorke und Jonny Greenwood als Mitglieder der fiktiven Filmband Venus in furs
- 1998: El President – Maxi-CD mit Drugstore – Thom Yorke
- 1998: Rabbit in Your Headlights – Maxi-CD mit UNKLE – Thom Yorke
- 2000: I’ve Seen It All – Duett mit Björk – Thom Yorke (zu finden auf SelmaSongs, dem Soundtrack zum Film Dancer in the Dark)
- 2000: Stories From the City, Stories From the Sea – CD mit PJ Harvey – Thom Yorke (im Duett in This Mess We’re In und im Background in One Line und Beautiful Feeling)
- 2001: 7 Worlds Collide – CD & DVD mit Neil Finn – Ed O’Brien und Phil Selway
- 2004: Bodysong – CD & DVD – Jonny Greenwood
- 2005: Jonny Greenwood und Phil Selway sind in Harry Potter and the Goblet of Fire Mitglieder der fiktiven Band The Weird Sisters.
- 2006: The Eraser – CD – Thom Yorke
- 2007: There Will Be Blood – CD – Jonny Greenwood
- 2007: The White Flash – Modeselektor feat. Thom Yorke
- 2007: Spitting Feathers [Japan Only] – Single/Audio-CD – Thom Yorke
- 2009: The Eraser Remixes – CD – Thom Yorke
- 2009: FeelingPulledApartbyHorses + The Hollow Earth als 12″ – Thom Yorke
- 2009: All for the Best – Thom Yorke (+ Andy Yorke) auf Ciao My Shining Star, ein Tribute – Album für Mark Mulcahy (Sänger von The Miracle Legion)
- 2009: Hearing Damage – Thom Yorke – Soundtrack von New Moon
- 2010: Familial – Philip Selway
- 2010: Norwegian Wood – CD – Jonny Greenwood
- 2011: Running Blind EP – EP – Philip Selway
- 2013: Amok – CD – Atoms for Peace – Thom Yorke
- 2014: Weatherhouse – CD – Philip Selway
- 2014: Tomorrow’s Modern Boxes – CD – Thom Yorke
- 2017: Let Me Go – CD – Philip Selway
- 2018: Suspiria (Music for the Luca Guadagnino Film) – CD – Thom Yorke
- 2019: ANIMA – CD – Thom Yorke
- 2020: Earth – CD – EOB

### Sonstiges
- 1996: Veröffentlichung von Talk Show Host auf dem Soundtrack zu Romeo + Juliet
- 2002: Veröffentlichung von Everything In Its Right Place auf dem Soundtrack zu Vanilla Sky
- 2006: Veröffentlichung von Paranoid Android auf dem Soundtrack zu Ergo Proxy (Ergo Proxy OST 1)
- 2011: Veröffentlichung von TKOL RMX 1234567 (Doppel-CD) Songs ihres Albums The King of Limbs remixt von unterschiedlichen Musikern.

### Primärliteratur
- Thomy Yorke, Stanley Donwood: Kid A Mnesia: A Book of Radiohead Artwork. Canongate Books Ltd., Edinburgh 2022, ISBN 978-1838857370
- Colin Greenwood: How To Disappear – A Portrait of Radiohead. John Murray, London 2024, ISBN 978-1399817844.

Biografien
- Donald Randall: Exit Music – Die Geschichte von Radiohead. Bosworth Music, Berlin 2006, ISBN 978-3-86543-183-7.

Notenbücher
- 2008: The Bends (Songbook TAB)
- 2008: OK Computer (Songbook TAB)